# Turčianske Teplice (distrito)
O Distrito de Turčianske Teplice (eslovaco: Okres Turčianske Teplice) é uma unidade administrativa da Eslováquia Central, situado na Žilina (região), com 18.866 habitantes (em 2001) e uma superfície de 393 km². Sua capital é a cidade de Turčianske Teplice.

## Demografia
| Ano:        | 1994   | 2004   | 2014   | 2024   |
| ----------- | ------ | ------ | ------ | ------ |
| Broj ljudi: | 16 951 | 16 710 | 16 204 | 15 646 |
| Razlika:    |        | -1,42% | -3,02% | -3,44% |

| Ano:               | 2023   | 2024   |
| ------------------ | ------ | ------ |
| Número de pessoas: | 15 753 | 15 646 |
| Diferença:         |        | -0,67% |

## Cidades
- Turčianske Teplice (capital)

## Municípios
- Abramová
- Blažovce
- Bodorová
- Borcová
- Brieštie
- Budiš
- Čremošné
- Dubové
- Háj
- Horná Štubňa
- Ivančiná
- Jasenovo
- Jazernica
- Kaľamenová
- Liešno
- Malý Čepčín
- Moškovec
- Mošovce
- Ondrašová
- Rakša
- Rudno
- Sklené
- Slovenské Pravno
- Turček
- Veľký Čepčín